# Abel (álbum)
Abel es el octavo álbum de estudio de Abel Pintos grabado bajo el sello discográfico de Sony Music producido por Abel, Marcelo Predacino y Ariel Pintos. Todo lo vivido por Abel está presente en estas canciones. Aceptar situaciones, sus deseos y la posibilidad de convivir con sus pares refleja su gran momento musical y humano. La parte artística corrió por cuenta de Pablo Durand.

## Lista de canciones
| N.º | Título              | Escritor(es)                                                            | Duración |  |
| 1.  | «Aquí te espero»    | Abel Pintos - Ariel Pintos - Marcelo Predacino - Diego Cantero Campillo | 3:27     |  |
| 2.  | «Ya estuve aquí»    | Abel Pintos - María Bernal Hernández                                    | 3:33     |  |
| 3.  | «Tanto amor»        | Abel Pintos - Ariel Pintos - Marcos David Santisteban                   | 3:48     |  |
| 4.  | «Lo que soy»        | Abel Pintos - Ariel Pintos                                              | 3:51     |  |
| 5.  | «Arder en libertad» | Abel Pintos - Marcelo Predacino                                         | 3:03     |  |
| 6.  | «De solo vivir»     | Abel Pintos - Miriam Cecilia Leos Guadarrama                            | 3:05     |  |
| 7.  | «El mar»            | Abel Pintos - Ariel Pintos                                              | 4:36     |  |
| 8.  | «Alguna vez»        | Abel Pintos - Daniel Cuevas Amaya - Alfredo Hernández                   | 3:36     |  |
| 9.  | «Que te vaya bien»  | Abel Pintos                                                             | 3:07     |  |
| 10. | «Cuántas veces»     | Abel Pintos                                                             | 3:27     |  |
| 11. | «Libertad»          | Abel Pintos - Julián Ramírez Arellano                                   | 3:11     |  |
| 12. | «Motivos»           | Abel Pintos                                                             | 3:02     |  |
| 13. | «A-Dios»            | Abel Pintos                                                             | 3:44     |  |

## Posicionamiento en listas
| Listas (2016)     | Mejor posición |
| ----------------- | -------------- |
| Argentina (CAPIF) | 1              |

## Certificaciones
| País      | Organismo certificador | Certificación | Ventas certificadas | Ref.  |
| --------- | ---------------------- | ------------- | ------------------- | ----- |
| Argentina | CAPIF                  | Diamante      | 250 000             | [ 2 ] |